# Oratorio di San Francesco d'Assisi (Piletta)
L'Oratorio di San Francesco d'Assisi è un edificio religioso situato nella frazione Piletta del comune di Coggiola, in provincia di Biella (Piemonte). Fa parte della Parrocchia di San Giorgio e dell'Assunta e rientra nella giurisdizione della Diocesi di Biella.

## Storia

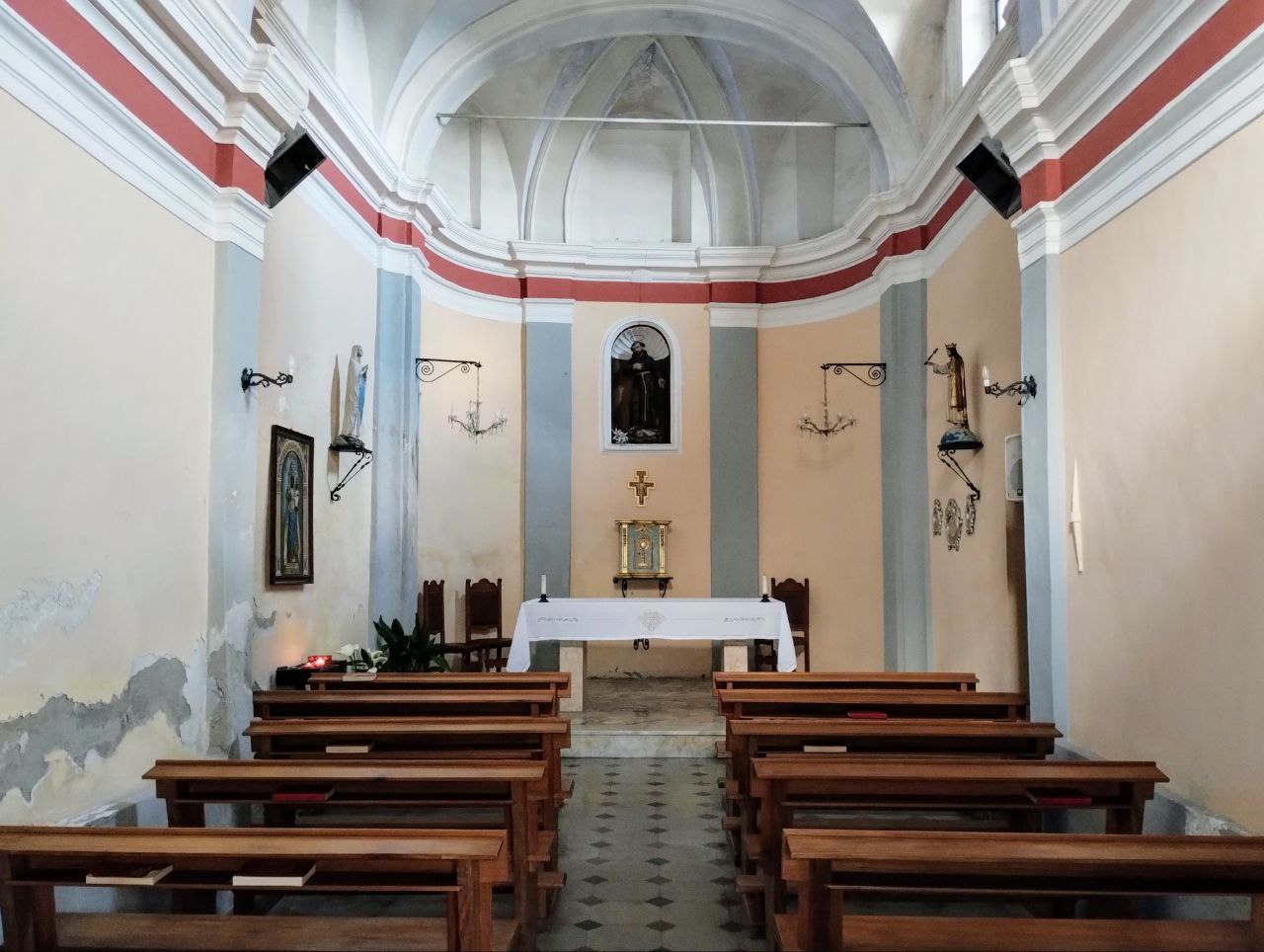
Interno oratorio San Francesco d'Assisi (Piletta)

La fondazione dell’oratorio risalì con ogni probabilità alla metà del XVII secolo, poiché non comparve nella visita pastorale del 1606. Fu invece menzionato nel 1661, quando risultava ancora privo del muro di facciata ed era descritto come “troppo angusto” (nimis angustum). La visita pastorale lo citò come già dotato di pavimento e volta, ma privo del muro anteriore, sostituito da una semplice tavola di legno. Il priore, all'epoca, era Jacobus Pilettus; in quell’occasione si ordinò anche l’abbattimento degli alberi circostanti, ritenuti dannosi per la struttura, con la minaccia di interdetto per chi non avesse eseguito l’ordine. Nel 1665 l’oratorio risultò già completato, sebbene gli alberi non fossero ancora stati rimossi. Poco dopo si intraprese un ampliamento: la visita del 1674 attestò che i lavori erano già stati avviati. Entro il 1692 l’edificio risultò ultimato in tutte le sue parti, dotato di arredi liturgici e guidato da un priore. All’oratorio fu anche donato un castagneto nella regione Prato della Casona. Nel 1722 fu descritto come «dotato di un quadro di San Francesco con cornice modesta, alcuni candelieri in legno, una croce in ottone, due quadri di valore limitato (uno raffigurante la Passione e uno votivo di San Francesco), un altare in cuoio rovinato, una cassa ferrea contenente un calice e alcuni paramenti, e una campana di circa 2 rubbi di peso».

### Ampliamenti del XVIII secolo
Una nuova fase di lavori iniziò nella seconda metà del XVIII secolo, concentrata soprattutto nella costruzione del coro. Tra il 1759 e il 1761 si registrarono spese per pietre, calce e lavori murari, affidati in buona parte ai mastri Vigna. Nel 1764 fu acquistata una statua lignea di San Francesco, tuttora presente sull’altare, aggiudicata a Francesco Antonio Aymone. Nel 1771, durante una visita pastorale, l’oratorio fu trovato in fase di rinnovamento e ancora privo della volta, motivo per cui le celebrazioni risultavano sospese (icon suspensa). Su consiglio del vescovo, la volta fu costruita nel 1772-73, come risulta dai registri contabili.

### Interventi XIX secolo

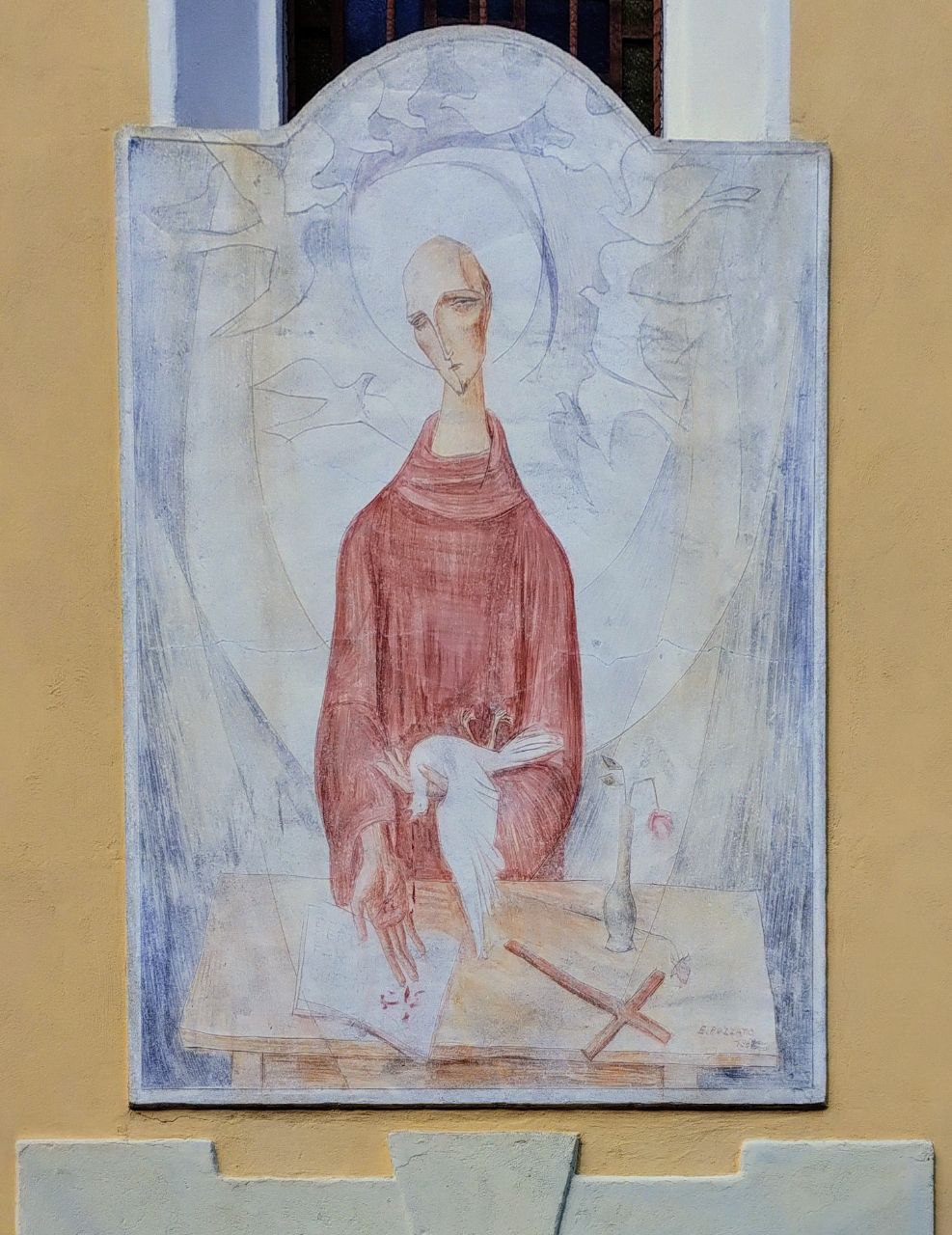
Affresco facciata Oratorio di S. Francesco d'Assisi

Nel 1803, un artigiano di Pray realizzò una scrivania per la sacrestia, mentre nel 1831 Zaninetti di Crevacuore inargentò quattro piedistalli e restaurò il quadro di San Francesco. Una nuova immagine del Santo, probabilmente quella sulla facciata, fu dipinta dal pittore Vellata nel 1833. Sulla stessa facciata era presente fino a pochi anni fa un affresco datato 1830, firmato Giovanni Breviario. Nel 1863 i muratori Fontana ricostruirono la sacrestia, la cui porta fu scolpita dal falegname Pietro Perotto. Nel 1880 vennero realizzate le decorazioni interne a cura del pittore Mazzietti, e nel 1881 Francesco Corda costruì la cantoria. L’altare originario è stato sostituito di recente con una semplice mensa.

## Opere e Arredi
L’oratorio presenta una struttura semplice ma armoniosa, caratterizzata da una facciata intonacata e da un piccolo campanile a vela. L’interno, a navata unica, conserva decorazioni risalenti al XIX secolo, realizzate dal pittore Mazzietti nel 1880.
Tra gli arredi liturgici si distinguono un ostensorio in rame argentato con piede triangolare del XVIII secolo, una croce in ottone con base ottenuta da un piede di calice del XVII secolo, e un tronetto in legno dorato e dipinto sempre del XVIII secolo. Sull’unico altare è ancora oggi collocata la statua in legno di San Francesco, acquistata nel 1764 e divenuta uno degli elementi più rappresentativi dell’oratorio.

## Culto
L'oratorio, dedicato a San Francesco d’Assisi, ha rappresentato, e rappresenta tutt’ora, un importante luogo di culto per la comunità locale. La celebrazione della Santa Messa si svolge solitamente il sabato pomeriggio.
- Diocesi: Biella
- Parrocchia: San Giorgio e dell'Assunta  (Coggiola)